# Hurenbewegung

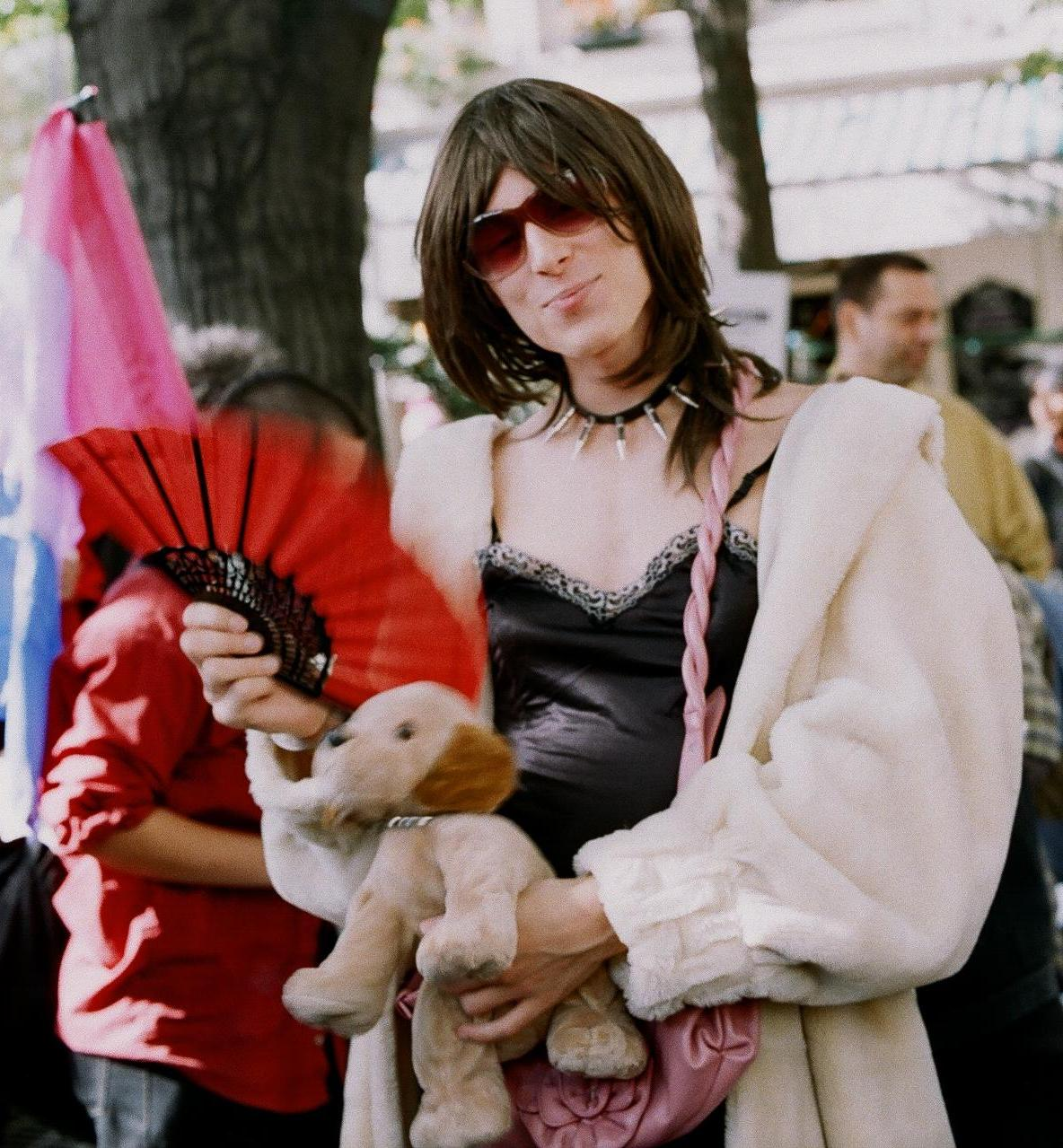
Französische Hurenaktivistin, 2005

Die Hurenbewegung ist eine soziale Bewegung von Prostituierten, die auch den Begriff der Sexarbeit prägte. Sie werden vom zeitgenössischen sexpositiven Feminismus teilweise darin unterstützt. Seit den 1970er-Jahren benannten sich politisch aktive Sexarbeiterinnen in den USA und später in anderen Ländern mit dem englischen „whores“ und nahmen das ursprünglich abwertend konnotierte Wort selbstbewusst an. Deutsche Prostituierte, die sich politisch organisierten, bezeichneten sich mit dem deutschen Pendant „Hure“.

## Deutschland
Seit den 1980er Jahren begannen sich in Westdeutschland Prostituierte in einer Hurenbewegung zusammen zu organisieren. Zwar waren einige Sexarbeiterinnen zuvor bereits politisch aktiv und setzten sich für ihre Rechte ein, doch eine kontinuierliche Zusammenarbeit begann erst mit der Gründung der ersten Selbsthilfeprojekte Hydra in West-Berlin (seit 1980) und Huren wehren sich gemeinsam (HWG) in Frankfurt, seit 1984. Im Oktober 1985 veranstalteten Hydra und HWG den ersten nationalen Hurenkongress, der alle 6 Monate stattfand und später in Fachtagung Prostitution umbenannt wurde.
Verwandte und teils ausrichtende Projekte sind Kassandra in Nürnberg, Kober in Dortmund, Madonna in Bochum, Sperrgebiet in Hamburg, Nitribitt in Bremen, Tamara in Frankfurt und Amnesty for Women. Es gab weitere Gruppen, die sich wieder aufgelöst haben, wie Rotstift in Stuttgart, Cinderella in Düsseldorf und Straps & Grips in Münster. Gewerkschaftlich vertreten werden Prostituierte vom ver.di Fachbereich 13 („besondere Dienstleistungen“).
Die politischen Forderungen der Hurenbewegung wurden 1985 in einem 22 Punkte umfassenden Forderungskatalog zusammen getragen. Darunter: 1. Gleichberechtigung für Prostituierte; 4. Recht auf sexuelle Selbstbestimmung; 6. Anerkennung der Prostitution als Dienstleistung; 22. Steuerfreiheit für Prostituierte, solange ihre Bürgerrechte beschnitten sind.
Im Oktober 2013 wurde in Deutschland der Berufsverband erotische und sexuelle Dienstleistungen (BesD e.V.) von Sexarbeitern gegründet. Am 29. Oktober 2013 veröffentlichte der Verband den Appell für Prostitution für die Stärkung der Rechte und für die Verbesserung der Lebens- und Arbeitsbedingungen von Menschen in der Sexarbeit. Der BesD e.V. hat nach Eigenangabe eine dreistellige Mitgliederzahl.
Aktuell kritisiert die Hurenbewegung das am 1. Juli 2017 in Kraft getretene Prostituiertenschutzgesetz (ProstSchG).

## Vereinigte Staaten
Die von Margo St. James gegründete Prostituiertenorganisation Call Off Your Old Tired Ethics (COYOTE) postulierte 1973 in den Vereinigten Staaten:
„A woman has a right to sell sexual services just as much as she has the right to sell her brains to a law firm or sell creative work to a museum…“
Zu den weiteren amerikanischen Organisationen zählen Sex Workers' Action Coalition (SWAC), North American Task Force on Prostitution (NTFP) in New York, Prostitutes of New York (PONY) in New York, sowie Hooking Is Real Employment (HIRE) in Atlanta.
Carol Leigh, Vorsitzende des Netzwerks Bay Area Sex Worker Advocacy Network (BAYSWAN) in San Francisco, prägte 1978 den Begriff Sexworker, deutsch Sexarbeiter. Sie gründete das San Francisco Sex Worker Film and Video Festival.
2003 wurde von Annie Sprinkle, Aktivistin des Sex Workers Outreach Project USA, der Internationale Tag gegen Gewalt gegen SexarbeiterInnen ausgerufen.

## Weitere Länder
In Frankreich besteht das Syndicat du travail sexuel (STRASS), hier ist der Ursprung der organisierten Hurenbewegung in Europa zu verorten. Am 2. Juni 1975 besetzten 150 Frauen die Kirche Saint-Nizier in Lyon, um damit öffentlich auf die Repression durch staatliche Institutionen aufmerksam zu machen. In England das English Collective of Prostitutes, in Irland das Sex Workers Alliance Ireland (SWAI), in Australien die Scarlet Alliance.

## Internationale Zusammenschlüsse
Seit den 1970er Jahren thematisierten feministische Aktivistinnen die Frage nach den Menschenrechten im Kontext freiwilliger und unfreiwilliger Prostitution. Dabei gab es eine transnationale Diskussion darüber, ob Prostitution per se als Menschenrechtsverletzung gesehen werden oder ob man sich für die Menschenrechte von Prostituierten einsetzen müsste. Ebenfalls seit den 1970er Jahren ergriffen Prostituierte zunehmend selbst das Wort und stellten politische Forderungen rund um ihren rechtlichen und gesellschaftlichen Status. Während des ersten Welthurenkongresses in Amsterdam im Jahre 1985 gründete sich das International Committee of Prostitutes’ Rights (ICPR). Das ICPR stellte 1986 anlässlich des Zweiten Hurenkongresses im Europäischen Parlament in Brüssel die Erklärung über Prostitution und Menschenrechte vor. Diese erwehrt sich gegen die Vorstellung von Prostitution als Entwürdigung von Frauen und gesellschaftliche Gefahr. Es wird gefordert, Prostitution als legitime Arbeit und Prostituierte als legitime Bürger aufzufassen. In dreizehn Punkten führt die Erklärung Menschenrechtsverletzungen auf, die Prostituierten aufgrund der jeweiligen Rechtsordnungen widerfahren. Die Erklärung formuliert auch menschenrechtsbasierte Ansprüche von Prostituierten gegenüber dem Staat, wie zum Beispiel das Recht auf Leben, Sicherheit und Familie. Bald nach dem Zweiten Welthurenkongress verabschiedete das ICPR zudem die World Charter for Prostitutes' Rights.
Die Vereinigung International Union of Sex Workers (IUSW) versteht sich als weltweiter Zusammenschluss. in Europa etablierte sich das Netzwerk TAMPEP, auch European Network for HIV/STI Prevention and Health Promotion among Migrant Sex Workers genennt.